# 張楠 (正德進士)
張楠（1476年—？），字子材，直隸滁州來安縣人，軍籍，明朝政治人物。

## 生平
張楠治《春秋》，由州學生中式應天府鄉試第九名舉人，年三十三歲中式正德三年（1508年）戊辰科會試第十九名，第三甲第四名進士。任中書舍人。九年（1514年）二月升光禄寺丞，十四年七月升尚寶司少卿，嘉靖六年（1527年）六月升太僕寺少卿，八年五月升南京鴻臚寺卿，十二年四月拾遗，降一级调外任，官至貴州布政使司參議。以詩文名重一時。

## 家族
曾祖张孟和。祖张福，贈奉訓大夫南京户部员外郎。父張綱，成化進士，官至貴州黎平府知府。母冯氏，贈宜人；继母朱氏，封宜人。慈侍下，弟张相、张棠、张楫。